# Edison (Nebraska)
Edison és una població dels Estats Units a l'estat de Nebraska. Segons el cens del 2000 tenia 154 habitants.

## Demografia
Segons el cens del 2000, Edison tenia 154 habitants, 66 habitatges, i 46 famílies. La densitat de població era de 228,7 habitants per km².
Dels 66 habitatges en un 27,3% hi vivien nens de menys de 18 anys, en un 60,6% hi vivien parelles casades, en un 7,6% dones solteres, i en un 28,8% no eren unitats familiars. En el 25,8% dels habitatges hi vivien persones soles el 16,7% de les quals corresponia a persones de 65 anys o més que vivien soles. El nombre mitjà de persones vivint en cada habitatge era de 2,33 i el nombre mitjà de persones que vivien en cada família era de 2,83.
Per edats la població es repartia de la següent manera: un 22,7% tenia menys de 18 anys, un 6,5% entre 18 i 24, un 27,9% entre 25 i 44, un 26,6% de 45 a 60 i un 16,2% 65 anys o més.
L'edat mediana era de 40 anys. Per cada 100 dones de 18 o més anys hi havia 88,9 homes.
La renda mediana per habitatge era de 24.250 $ i la renda mediana per família de 26.875 $. Els homes tenien una renda mediana de 19.375 $ mentre que les dones 25.938 $. La renda per capita de la població era de 15.330 $. Cap de les famílies i l'1,4% de la població estaven per davall del llindar de pobresa.

## Poblacions més properes
El següent diagrama mostra les poblacions més properes.